# Biotechniker
Als Biotechniker oder Bioverfahrenstechniker werden Staatlich geprüfte Techniker mit der Fachrichtung Biotechnik bezeichnet.
Die Bezeichnung als „Staatlich geprüfter Techniker“ ist geschützt und bedarf der Teilnahme am Weiterbildungsstudiengang an einer entsprechenden Fachschule sowie die bestandene staatliche Prüfung.

## Berufsbild

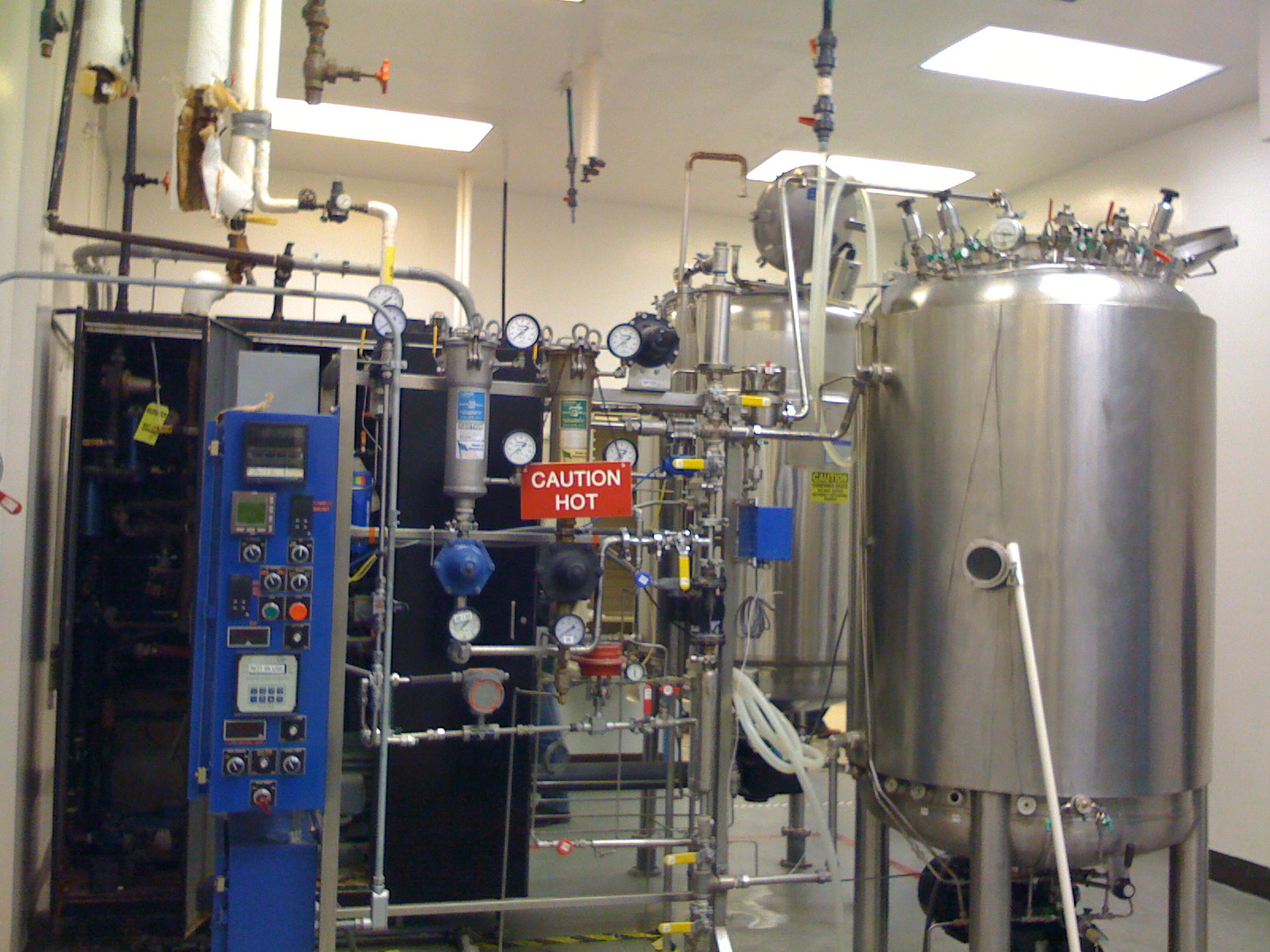
Arbeitsmittel: Bioreaktoren

Biotechniker sind in der Forschung im Bereich biotechnologischer Fragestellungen tätig und übernehmen Aufgaben in der Entwicklung neuer Verfahren und Techniken und deren Anwendung, zum Beispiel im Bereich der Entsorgung und Reinigung von Abfällen, in der Wasseraufbereitung oder in der Produktion von Lebensmitteln und Pharmazeutika. Außerdem nehmen sie Aufgaben in der Produktion wahr, beispielsweise das Steuern und Überwachen von biotechnologischen Verfahren, Apparaturen und Anlagen (z. B. Bioreaktoren). Des Weiteren gehen sie Aufgaben der Qualitätssicherung und chemischen Analytik nach, wozu sie sich auch verschiedensten Laboreinrichtungen bedienen. Auch werden von ihnen die neu entwickelten Verfahren (z. B. mit gentechnisch veränderten Mikroorganismen oder neue Biokatalysatoren) erprobt. In der Regel wird alles streng protokolliert.
Im Labor entwickelte Verfahren und Techniken übertragen Biotechniker auf großtechnischen Maßstab. Außerdem stehen sie Anwendern von biotechnologischen Geräten und Produkten als Berater zur Verfügung und klären sie über Funktion und Umgang auf.
In Betrieben arbeiten Biotechniker häufig auf mittlerer Führungsebene, sie organisieren, wirken an der Personalplanung mit oder führen sie durch, weisen neue Mitarbeiter ein, warten biotechnische Maschinen und weisen Mitarbeiter in den Umgang mit neuen Einrichtungen ein. Unter Umständen führen sie auch betriebsinterne Schulungen durch.
Auch eine selbstständige Tätigkeit als Berater oder freier Sachverständiger im Bereich Biotechnologie und Umwelt ist nicht ausgeschlossen.
Der Beruf des Biotechnikers wird den Berufsfeldern Biotechnologie, Gentechnologie, Nanotechnologie und Biologie zugeordnet.

## Arbeitsbereiche/-bedingungen
Staatlich geprüfte Biotechniker finden in unterschiedlichen Branchen Arbeit. Sie können sowohl in der Produktion als auch in der Forschung und Entwicklung tätig werden. Ihre Kenntnisse sind vor allem in der chemischen und pharmazeutischen Industrie, in der Umwelttechnik, Umweltanalytik und Abwasserwirtschaft, in den Natur-, Ingenieur- und Agrarwissenschaften sowie in der Medizin gefragt. Auch in der Lebensmittelindustrie kann in einigen Bereichen auf biotechnologische Verfahren nicht verzichtet werden. In der Forschung können Biotechniker durchaus auch an Hochschulen arbeiten, in der öffentlichen Verwaltung an Umweltämtern.
Die Arbeitsorte der Biotechniker sind v. a. Labors, aber im Bereich der Verwaltung, Organisation und Planung auch Büros und Produktionsbereiche. Außerdem können sie im Außendienst an der Probenentnahme für Analysen, in der Beratung und Begutachtung eingesetzt werden, unter Umständen auch im Ausland.
Biotechniker arbeiten im Labor und an entsprechenden Geräten, Maschinen und Anlagen, betreiben Bildschirmarbeit (EDV-Systeme im Labor, Büroarbeit), müssen mit wechselnden Arbeitsorten (Büro, Labor, Produktion und Außendienst) zurechtkommen und gehen mit durchaus gefährlichen Chemikalien und (ggf. gentechnisch veränderten) Mikroorganismen um. Unter solchen Umständen ist das Tragen von Schutzkleidung unumgänglich. Biotechniker führen sehr viel Arbeit im Stehen durch, sind auf Teamfähigkeit angewiesen, müssen Kundenkontakte pflegen können und mit Termin- und Zeitdruck rechnen. Zum Teil ist auch mit unregelmäßigen Arbeitszeiten und vor allem im Bereich der Produktion mit Schichtarbeit zu rechnen.

## Ausbildung

### Zugangsvoraussetzungen
Es gibt verschiedene Möglichkeiten, für die Weiterbildung zum Staatlich geprüften Techniker mit Fachrichtung Biotechnik zugelassen zu werden. Je nach Bundesland ist ein mittlerer Bildungsabschluss oder der Hauptschulabschluss nachzuweisen, außerdem wird eine einschlägige Ausbildung in einem anerkannten schulischen oder betrieblichen Ausbildungsberuf vorausgesetzt. Des Weiteren muss eine praktische Berufstätigkeit von mindestens einem Jahr nachgewiesen werden, die Berufspraxis kann zum Beispiel auch im Rahmen eines Praktikums während der Fachschulweiterbildung abgeleistet werden. Bestand während der Ausbildung die Pflicht zum Besuch einer Berufsschule, so wird auch deren Zeugnis verlangt. Eine weitere Möglichkeit als Zugangsvoraussetzungen ist der Abschluss einer Berufsschule respektive eines gleichwertigen Bildungsstandes sowie eine einschlägige Berufstätigkeit, die mindestens 5 Jahre umfasst. Darauf kann auch der Besuch einer einschlägigen Berufsfachschule angerechnet werden.
Als Zugangsberufe eignen sich beispielsweise Biologielaborant und Biologisch-Technischer Assistent, Chemisch-Technischer Assistent, Medizinisch-Technischer Laboratoriumsassistent, Pharmazeutisch-technischer Assistent und einige weitere.

### Studieninhalte
Neben allgemein bildenden Studieninhalten wie Politik, Wirtschaft, Recht und Umwelt, Englische Sprache und Deutsche Sprache sowie Berufs- und Arbeitspädagogik werden folgende fachbezogene Inhalte vermittelt:
- allgemeine Chemie, anorganische Chemie, organische Chemie, physikalische Chemie
- Biochemie
- Biologie, Molekularbiologie, Mikrobiologie
- Hygiene, Toxikologie
- Lebensmitteltechnologie
- Mathematik
- Physik
- Strahlenschutz
- Gentechnik
- Umwelttechnik, Umweltschutz
- Mikroskopie, Fototechnik
- Datenverarbeitung
- Betriebspsychologie

Im Vollzeitunterricht dauert die Ausbildung zwei Jahre, im Teilzeitunterricht vier Jahre.

## Weiterbildung
Mit bestehen der staatlichen Prüfung erhalten Techniker in allen Bundesländern die Hochschulzulassung. Für Biotechniker mit Interesse an einem Studium bietet es sich an, im Bereich der Bio-, Nano- oder Umwelttechnologie, eventuell auch Molekularbiologie oder im Chemieingenieurwesen zu studieren.